# 제1차 니케아 공의회

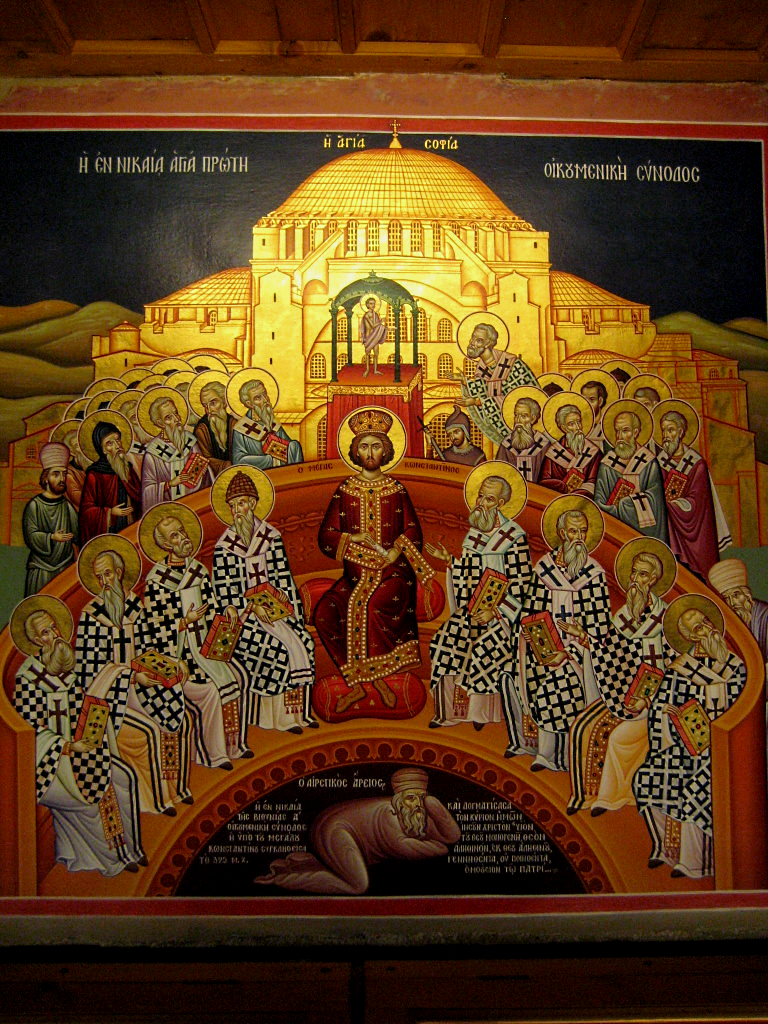
대 메테오라 수도원의 니케아 공의회를 묘사한 이콘

제 1차 니케아 공의회(영어: First Council of Nicaea, 라틴어: Concilium Nicaenum Primum. 그리스어: Πρώτη Σύνοδος της Νίκαιας) 또는 제 1차 세계 공의회(그리스어: Α΄ Οικουμενική Σύνοδος)는 325년 5월 20일 니케아(Nicaea, 현재 튀르키예의 이즈니크) 콘스탄티누스 1세의 니케아 별궁에서 열린 기독교 공의회이다. 부활절과 삼위일체 등을 논의했으며, 니케아 신경을 채택하여 아리우스파를 이단으로 정죄하면서 보편교회(공교회)의 정치적 외연을 확대했다.
니케아에서 열린 세계 공의회는 모든 기독교권을 대표하는 회합을 통해 교회의 합의를 이루려 한 첫 노력이었다. 공의회는 코르도바의 호시우스가 주재한 것으로 여겨진다. 공의회의 주요 성과는 성자 하느님의 신성과 성자와 성부 하느님의 관계에 대한 그리스도론 문제를 해결한 것이었으며, 니케아 신조 첫 부분을 구성하고, 부활절 날짜를 일정하게 준수하도록 명령한 것, 그리고 초기 교회규범을 공포한 것이었다.
사도행전의 예루살렘 공의회 이후 기독교 최초 공의회로 인정받고 있다.

## 배경

### 동기
콘스탄티누스 1세는 정치적으로는 하나지만, 신학적으로 갈라진 로마 제국의 통일과 화합을 위하여 기독교의 단결이 중요했다. 그러나 당시의 교회 내부에는 많은 교리의 대립이 있어 수습이 곤란하였기 때문에 이 대립을 끝내기 위해 비티니아의 니케아에서 주교들을 소집하였다.

#### 아리우스 논쟁
교회사가 소크라티스에 따르면, 새 알렉산드리아의 대주교 알렉산드로스는 사제와 보제 등 여러 성직자들 앞에서 '성 삼위일체의 단일성'이라는 주제로 설교했다. 이때 사제 아리우스는 대주교가 정죄된 사벨리우스의 교리를 교묘히 가르친다고 생각했고, 대주교를 강하게 비판하며 말했다. "만일, 성부께서 성자를 낳으셨다면, 성자는 태어났으므로 존재의 시작이 있었습니다. 따라서 성자가 없던 때가 있었다는 것이 분명해집니다. 그러므로 성자의 본질이 무無에서 비롯되었다는 것 또한 필연적인 귀결입니다." 결국, 아리우스는 대주교가 소집한 지역 시노드에서 주교와 사제들에게 심문을 받고 그의 추종자들과 함께 파문을 당했다. 그러나 아리우스주의가 알렉산드리아에서 정죄받았을지라도 동방의 일부 주교들에게서 큰 지지를 받았다. 점차 정치적이고 당파적인 동기가 갈등을 심화시켰다.
아리우스의 가르침은 전통적으로 세 가지 기본 진술로 요약될 수 있다.
1. 아들과 아버지는 동일한 본질(οὐσία)을 갖고 있지 않다.
2. 아들은 그 기원과 지위에 있어서 피조물 가운데 으뜸가는 존재로 여겨져야 하지만, 어디까지나 피조된 존재(ποίημα)이다.
3. 아들이 여러 세계들의 창조자이므로, 그것들보다 먼저 그리고 모든 시간보다 먼저 존재했음이 틀림없지만, 아들이 존재하지 않았던 때도 있었다.

#### 멜레티오스 분열
디오클레티아누스의 교회 박해가 끝나고, 회개한 배교자들이 다시 받아들여질 수 있는지에 대한 논쟁이 아이깁투스에서 일어났다. 알렉산드리아 주교 페트로스는 온건한 입장으로 배교자들에게 참회의 기회를 주려 했다. 그러나 엄격한 입장을 표방하며 이 처사에 반발한 리코폴리스 주교 멜레티오스는 알렉산드리아 주교좌를 떠나 독자적인 관할권을 행사하려 했고, 자신을 따르는 사람들을 성직자로 서품했다.

#### 부활절 날짜 논쟁
소위 14일주의자라 불리는 일부 아나톨리아 그리스도인들은 부활절을 요일에 관계없이 유대인의 유월절과 동일한 니산월 14일에 거행하였다. 로마 교회는 유월절 당일 주일이나 다음 주일에 부활절을 지켰다. 교회마다 부활절 날짜가 제각각이었으므로 2세기에 스미르나 주교 폴리카르포스와 로마 주교 아니케투스가 서로 만나 부활절 날짜 통일안을 논의한 적도 있었다. 하지만, 부활절 날짜에 대한 합의에 이르지 못했고 결국 이후 몇 세기 동안 부활절 날짜 논쟁이 지속되었다.

### 콘스탄티누스의 공의회 소집
324년, 서방 황제 콘스탄티누스는 동방 황제 리키니우스를 패퇴시키고 로마 제국의 유일무이한 통치자가 되었다. 이때 그는 아마도 니코메디아의 에브세비오스로부터 알렉산드로스와 아리오스 사이의 논쟁을 알게 되었다. 콘스탄티누스는 두 사람에게 서한을 써서, 그들에게 논쟁을 종식하고 화해할 것을 촉구했다. 이 일은 교회 논쟁에 대해 직접 개입한 첫 사례가 아니었다. 그는 이전에 북아프리카의 도나투스 분열에 대해 로마 주교 밀티아데스를 지정하여 '나는 당신이 그 어디에도 그 어떤 종류의 분열을 남겨두지 않기를 바랍니다."라는 지시와 함께 분쟁 조정을 위임하고, 아를의 공의회를 소집하면서 분란을 해결하려 시도했었다.
콘스탄티누스의 서한은 대리인인 코르도바의 주교 호시우스를 통해 알렉산드리아에 도착했다. 호시우스는 그 후 안티오크에서 동방 주교 회의를 소집하기 전에 알렉산드리아에서 부활절 날짜에 관한 시노드를 주재한 것으로 보인다. 이 시노드는 알렉산드로스의 입장을 지지하고, 아리오스에 대한 아나테마를 포함했다. 케사리아의 에브세비오스도 아버지와 아들이 서로 다른 본성을 가지고 있다고 주장했기 때문에 일시적으로 정죄받았었다.

### 참석자
필립 샤프는 로마 제국의 모든 주교가 적어도 1,800명(그리스 속주는 1,000명, 라틴 속주는 800명)이며, 참석한 주교들 외에 사제들과 보제들, 그리고 다른 수행원들을 포함하면, 그 수는 대략 1,500명에서 2,000명 사이에 이르렀을 것으로 추정했다. 공의회에 참석한 케사리아의 에브세비오스와 알렉산드리아의 아타나시오스, 안티오키아의 에프스타티오스는 각각 250명, 318명, 약 270명으로 추산했다. 에바그리오스와 이에로니모스, 루피누스 또한 318명으로 기록했으며, 테오도레토스도 동일한 언급을 한다. 소크라티스는 300명 이상이라고 했다.
공의회에는 압도적으로 많은 동방 교회의 주교들이 참석했다. 반면 서방 교회에는 단 7명의 주교가 참석했는데, 이들은 코르도바의 호시우스, 디종의 니카시우스, 카르타고의 카이실리아누스, 스트리도의 돔누스, 밀라노의 유스토기우스, 칼라브리아의 마르쿠스이며, 연로한 로마의 실베스테르를 대신해 비투스와 빈첸시우스가 대리로 파견되었다.
참석한 대주교는 알렉산드리아의 알렉산드로스와 안티오키아의 에프스타티오스였으며, 두드러진 주교들은 니코메디아의 에브세비오스와 케사리아의 에브세비오스, 예루살렘의 마카리오스, 아르메니아의 아리스타케스, 니시비스의 야코보스, 라리사의 아힐리오스, 스피리돈, 고트족의 테오필로스, 강그라의 이파티오스, 네오케사리아의 파울로스, 니케아의 테오그니스, 사르디카의 프로토게네스, 페르시아의 요한, 피티우스의 스타토필리오스, 프톨레마이의 세쿤두스 등이었다. 알렉산드로스 대주교와 함께 동행한 보제 중에는 훗날에 알렉산드리아의 총대주교가 되는 아타나시오스도 있었다. 비잔티온의 주교 메트로파네스의 대리자로 알렉산드로스가 참석했다고도 한다. 또한 전설에 따르면, 니콜라오스는 니케아 공의회에 참석해야 한다.
콘스탄티누스 대제는 참석하는 주교들에게 공공 수송 수단과 수송을 위한 말들을 지급하는 한편, 숙박비를 포함한 참석자의 여행 경비를 모두 부담했다.

## 진행

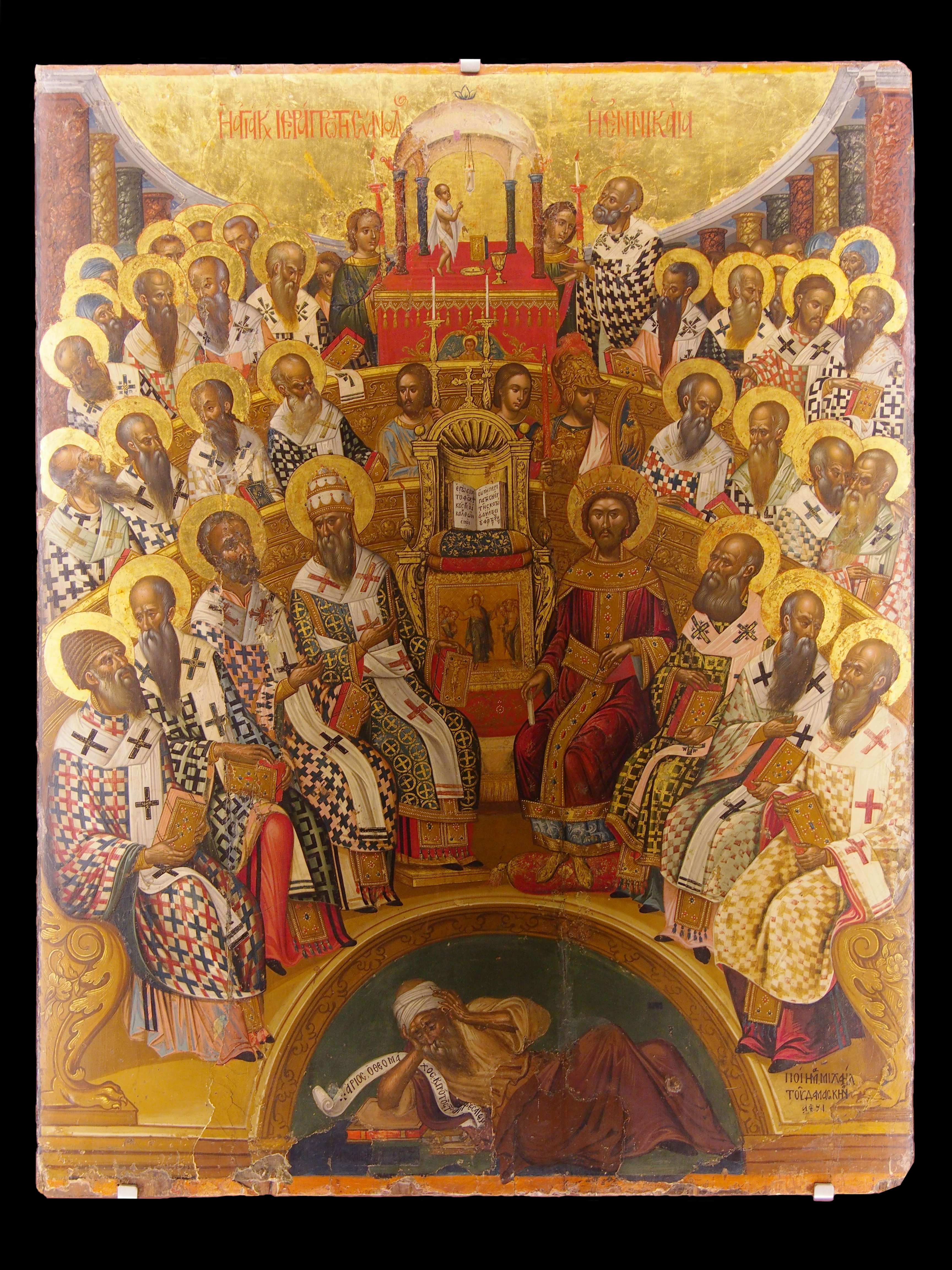
미하일 다마스키노스가 그린 니케아 공의회 이콘

주교들이 도착한 후 콘스탄티누스가 공식적으로 입장하면서 공의회를 열었는데, 에우세비우스는 그를 "마치 하늘에 있는 하느님의 천사처럼, 그의 환한 망토가 빛줄기처럼 빛을 발하고, 자주색 예복의 불 같은 광휘로 빛나며, 금과 보석의 눈부신 광채로 꾸며져 있었습니다."라고 묘사했다. 그런 다음 그는 (대부분의 참석자가 사용하는 그리스어 대신) 라틴어로 개회 연설을 했다. 5세기 교회사가 소크라티스는 325년 5월 20일을 개회 날짜로 기록했지만, 6월 이후였을 수도 있다.
콘스탄티누스는 (그리스어) 공의회 토론에 참여했지만, 그는 주교가 아니었기에 스스로를 투표권자로 보지 않았다. 후대의 공의회처럼 상세한 공의회 문헌(acta)가 존재하지 않기 때문에 토론의 정확한 순서는 불확실하다. 당시 교회회의는 로마 원로원의 회의 진행 방식을 본떠서 사회자가 많은 권한을 갖고 참가자들은 위계에 따라 차례로 발언했다. 아마도 가장 먼저 고려된 문제는 안티오키아에서 정죄된 케사리아의 에우세비우스와 다른 주교들의 지위였는데, 이는 그들이 남은 공의회에 참여할 수 있는지 여부를 결정할 것이기 때문이었다. 에우세비우스에 따르면, 그의 신앙고백은 받아들여졌고 그는 복권되었다. 안티오키아의 에프스타티오스의 기록에서는 공의회에서 거부된 에우세비우스의 신앙 진술이 수록되어 있지만, 이 에우세비우스는 니코메디아의 에우세비우스일 수도 있다.
더 이른 신조들에 기반한 신앙 진술이 (아마도 소규모 위원회에서) 작성되었고, 공의회에서 각 항에 대해 토론을 벌였다. 두 명을 제외한 모든 주교들은 채택된 신조의 최종 형식에 서명했다. 아리우스주의 문제 외에도 공의회는 부활절 계산도 고려했고, 여러 동방 주교들의 반대에도 불구하고 로마와 알렉산드리아의 방법을 채택했다. 또한 주교들은 멜레티오스 분열에 대한 결의안에 동의하고 20개의 교회 규범을 제정했다. 공의회는 7월 첫 주에 폐회했으며, 주교들은 7월 25일 콘스탄티누스 즉위 20주년 기념 행사에 초대받았다. 나중에 주교들과 황제는 공의회의 결정을 담은 서한을 발행하여 제국 전역에 배포했다.

### 콘스탄티누스의 역할

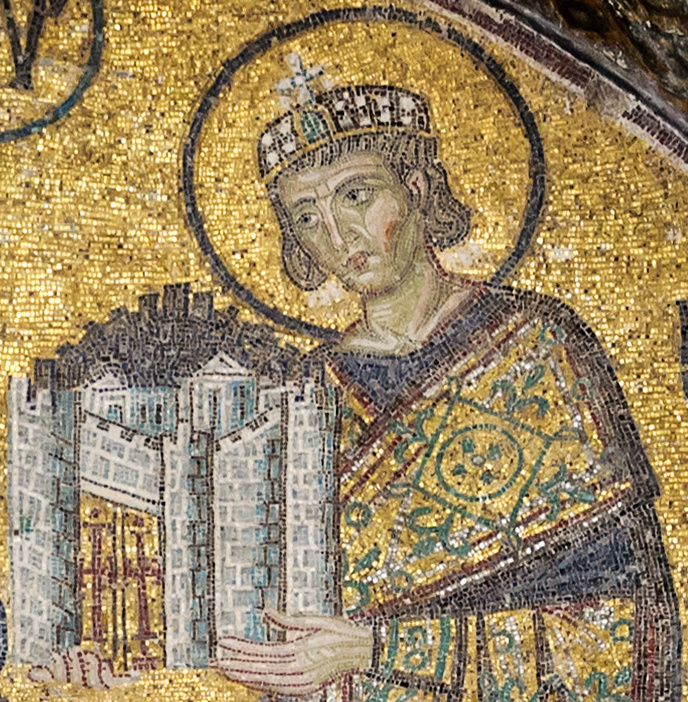
아야 소피아에 묘사된 콘스탄티누스 대제

기독교는 공의회가 시작되기 몇 년 전에야 로마 제국에서 합법화되었고, 디오클레티아누스 박해는 갈레리우스 치하에서 311년에 끝났다. 갈레리우스가 박해를 중단했지만, 기독교는 313년까지 법적으로 보호되지 않았고, 그 당시 황제 콘스탄티누스와 리키니우스는 밀라노 칙령으로 알려진 것에 동의하여 기독교인들에게 법적 보호와 관용을 보장했다. 그러나, 니케아 기독교는 380년 테살로니카 칙령까지 로마 제국의 국교가 되지 못했다. 그 동안 이교는 합법적이었고 공적인 일에 존재했다. 니케아 공의회까지 콘스탄티누스의 주화와 다른 공식적인 모티프들은 솔 인빅투스의 이교도 숭배와 그를 연관시켰다. 처음에 콘스탄티누스는 새로운 신전의 건설을 장려하고, 전통적인 희생제사를 용인했다. 그의 통치 후반에, 그는 로마 신전들을 강탈하고 허물기 위한 명령을 내렸다.
니케아에 관한 콘스탄티누스의 역할은 제국의 최고 시민 지도자이자 권력자였다. 황제로서 시민 질서를 유지하는 책임은 그의 것이었고, 그는 교회가 한 마음으로 평화롭기를 원했다. 아리우스 논쟁으로 알렉산드리아의 소요를 처음 알렸을 때 그는 "크게 골머리를 앓았다"며 아리우스와 알렉산드로스 대주교 모두 소요를 촉발해 공공연하게 된 것을 "책망했다". 부활절과 관련해서도 "의견의 다양성"을 인식하고 두 문제를 모두 해결하기를 희망하면서 지역 시노드를 구성하고 "분열된 사람들을 화해"시키기 위해 "존경받는" 코르도바의 호시우스 주교를 보냈다. 그 사절이 실패하자, 그는 니케아에서 시노드를 소집하는 쪽으로 방향을 틀어 "모든 나라에서 교회 중 가장 저명한 사람들"을 초청했다.
콘스탄티누스는 주교들이 주교좌를 오가는 여비와 니케아에서의 숙박비를 공적 자금으로 충당하도록 함으로써 공의회 소집을 지원했다. 그는 또한 "손님들을 품위 있게 대접하기" 위해 토론 장소로 "궁전 안에 ... 큰 홀"을 마련해 제공했다. 공의회 개회 연설에서 그는 "주교들에게 만장일치와 화합을 권고"하고, "그러므로 모든 논쟁적인 논쟁을 버리고 신적 영감의 말씀에서 논쟁이 되는 문제의 해결책을 찾자"라며 성서를 따를 것을 촉구했다.
그 후 아리우스와 교회 교리에 대한 논쟁이 시작되었다. "황제는 양측의 연설에 끈기 있게 주의를 기울였고" 주교들의 결정을 "따랐다." 주교들은 먼저 아리우스의 가르침을 저주하고 신조를 올바른 교리의 진술로 공식화했다. 아리우스와 두 추종자가 동의하지 않자, 주교들은 이들을 교회에서 출교함으로써 사제적 판단을 내렸다. 사제적 결정을 존중하면서, 불안의 위협이 지속될 것이라 본 콘스탄티누스도 이들을 추방하는 민사적 판결을 내렸다. 이는 기독교 내에서 교리적 정통성을 확립하기 위해 세속 권력을 사용하는 관행의 시작이었으며, 이후 모든 기독교 황제들이 이 사례를 따르면서 기독교 폭력의 순환과 순교에서 나타난 기독교적 저항의 순환으로 이어졌다.

## 결의사항

### 니케아 신조
니케아 공의회에서는 아래와 같은 고백문을 신앙고백문으로 결정했다. 니케아 신조는 콘스탄티노폴리스 공의회 때 니케아-콘스탄티노폴리스 신조로 개정되었다.

1. 한 분이신 하느님 아버지, 전능하시고, 유형무형한 만물의 창조주를 믿습니다.
2. 그리고 한 분이신 주 예수 그리스도, 하느님의 외아들이시며, 
성부로부터 나시어, 곧 아버지의 본질에서 나셨고, 
하느님으로부터 나신 하느님이시며, 빛으로부터 나신 빛이시고, 
참 하느님으로부터 나신 참 하느님으로서 창조되지 않고 나시어, 성부와 일체이시며, 
그분으로 말미암아 만물 곧 하늘이나 땅에 있는 것들이 창조되었음을 믿습니다.
3. 그분은 우리 인간을 위하여, 우리의 구원을 위하여 내려오셔서, 
육신을 취하시어, 사람이 되셨고,
4. 고난을 받으시고, 사흘 만에 살아나시어, 하늘로 올라가셨으니,
5. 산 이와 죽은 이들을 심판하러 오실 것을 믿습니다.
6. 그리고 성령을 믿습니다.
7. ['그분이 존재하지 않았던 때가 있었다', '나시기 전에 존재하지 않았다'거나, 또는 '비존재에서 생겨났다'라고 말하는 이들이나, '다른 위격 또는 본질에서 존재한다'고, 또는 하느님의 아들은 창조되었으며, 변할 수 있으며, 달라질 수 있다고 주장하는 이들을, 보편되고 사도로부터 이어오는 교회에서 파문합니다.]

### 공의회 규범
니케아 공의회에서 결정한 20개의 교회 규범이다. 다음은 그 요약이 번역된 것이다.
1. 거세를 당한 자는 성직자로 받아들여질 수 있지만, 스스로를 거세하는 자는 받아들여지지 않아야 한다.
2. 이교에서 온 자들은 즉시 사제직에 올라가지 못할 것이다. 일정한 시간의 예비 기간 없이는 새 신자에게는 아무런 이점이 없다. 그러나 서품을 받은 후에 그가 이전에 죄를 지은 것이 밝혀지면, 그 사람을 성직에서 추방할 것이다.
3. 어머니, 누이, 그리고 의심할 여지가 없는 사람들 외에는 누구도 그의 집에 여자를 머물게 할 수 없다.
4. 주교의 임명은 그 대교구의 모든 주교 혹은 적어도 세 명의 주교의 동의를 받아야 하며, 나머지 주교의 동의 서신이 있어야 한다. 마지막으로 주교의 임명은 대주교의 인준을 받아야 한다.
5. 주교에 의해 파문된 자는 무기력이나 불화, 또는 이와 유사한 원인의 결과가 아닌 한, 다른 주교에 의해서 복귀될 수가 없다. 그리고 이 사항이 적절하게 수행될 수 있도록, 매년 모든 관구에서 주교회의는 두 번, 사순대재 전과 가을 전에 열려야 한다.
6. 알렉산드리아의 주교는 이집트, 리비아, 펜타폴리스에 대한 관할권을 갖는다. 이와 마찬가지로 로마 주교도 로마에 종속된 곳의 관할권을 갖는다. 안티오키아의 주교와 나머지도 그러하다. 누구든지 수도 대주교의 판단과 반대로 주교가 된다면, 그는 주교가 되지 못한다. 다수의 투표로 교회법에 따른다면, 만일 세 사람이 반대해도, 그들의 반대는 효력이 없다.
7. 아일리아의 주교가 영광받고, 수도 대주교의 권리가 온전히 보존되도록 하자.
8. 카타리라 불리는 자들이 오면, 그들이 먼저 기꺼이 재혼한 사람들과 친교하며, 타락한 이들을 용서하겠다고 고백하게 하자. 그리고 이 조건에 부합하고 우연히 성품을 받은 자들은 그 성품을 잇도록 해야 하며, 따라서 주교는 여전히 주교여야 한다. 누구든지 카타리파 가운데 주교인 사람은 보좌주교(Chorepiscopus)가 되거나 사제와 주교의 영광을 누리게 하자. 한 교회에 두 명의 주교가 있을 수 없기 때문이다.
9. 심사 없이 서품을 받은 사람은 나중에 죄가 있음이 밝혀지면 면직된다.
10. 누구든지 의식적이건 무의식적이건 타락한 이는 서품을 받은 자이든 서품을 베푼 자이든 면직되어야 한다.
11. 부득이하게 타락한 자는 비록 면죄함이 합당치 아니하여도 일부 면죄가 주어질 것이며 12년 동안 회개 해야 한다.
12. 폭력을 견디고 저항한 것이 드러났다가, 나중에 악에 굴복하여 다시 군대로 돌아가는 자는 10년 동안 파문을 되어야 한다. 그러나 모든 경우에서 그들이 참회하는 방식을 철저히 조사받아야 한다. 그리고 참회하는 사람이 그 실천에 열성을 보인다면, 주교는 그가 냉담하거나 무관심했던 것보다 더 관대하게 대해야 한다.
13. 안식을 앞둔 자는 성체를 영한다. 그러나 그 사람이 건강해지면, 기도에 참여하는 사람에 속해야 하며, 이들과만 함께 해야 한다.
14. 예비신자들 중 누구든지 3년 동안 타락한 사람이 있다면, 듣는 자가 되어야 하며, 그 후에는 예비신자들과 함께 기도해야 한다.
15. 어떤 주교나 사제, 보제도 도시에서 도시로 갈 수가 없다. 만일 이를 시도할려고 할 경우, 그는 서품을 받은 도시로 보내져야 한다.
16. 자신의 교회를 버리고 떠난 장로나 부제는 다른 교회에 들여질 수 없으며, 그들의 교구로 돌려 보내져야 한다. 그러나 어느 주교가 다른 교회에 속한 사람에게 그가 속한 주교의 승인 없이 서품을 준다면, 그 서품이 취소되야 한다.
17. 누구든지 고리대금을 받거나 150%를 받으면 교회의 이 법령에 따라서, 쫒겨나고 면직되어야 한다.
18. 보제는 자신의 구역 안에 머물러야 한다. 보제는 사제에게 성체성혈성사를 베풀거나, 사제 앞에서 성체성혈을 영할 수 없고, 그들과 동석을 하지 않아야 한다. 이 모든 것은 교회 규범과 올바른 질서에 위배되기 때문이다.
19. 파울로스주의자들은 다시 세례를 받아야 한다. 성직자들이 흠이 없어 보이면 그들을 서품하자. 만일 흠이 있다면, 면직되게 하라. 실족하게 된 여보제들은 성품을 받지 않았기에 평신도들과 함께 간주되어야 한다.
20. 주일과 오순절에는 무릎 꿇지 말고 서서 기도해야 한다.

### 멜레티오스 분열에 대한 결정
니케아 공의회는 공의회의 진행 상황을 알리고, 특별히 이집트 교회에 관련된 문제에 대한 결정사항을 설명하기 위해 서한을 보냈다.
공의회는 멜레티오스가 자신의 도시에는 머물 수 있으나, 서임권을 가질 수 없게끔 규정했고, 한편으로 멜레티오스가 단지 명목상의 직위만을 유지하도록 했다. 멜레티오스 분파는 "더 영적인 서품"으로 확인된 뒤, 각 교구와 교회에서 "알렉산드로스가 서품한 모든 성직자들보다 모든 부분에서 둘째로 간주되어야" 하고, "자신의 선택에 따라 후보자를 임명하거나 이름을 제시할 권한을 가지지 않으며, 알렉산드로스 아래에 있는 교회 주교의 동의 없이는 아무 일도 할 수 없다"는 조건으로 친교가 받아들여질 수 있게 해두었다.
만일 교회 안에서 직분이 있는 누군가가 안식한다면, 그 후임은 새로 받아들여진 이들이 계승해야 함을 적시했다. 하지만 "그들이 합당하다고 인정되고 신자들에 의해 선택될 경우에만 그렇게 한다. 또한 알렉산드리아 주교가 선출 과정에 참여하여 이를 인준해야 한다."라며 그 조건도 명시했다.

## 공의회 결과
제1차 세계 공의회의 주요 이유는 신학적 문제를 다루기 위해 교회 구성원 모두가 참여하는 것이었으며, 이에 따라 성직자뿐만 아니라 평신도들도 중요한 역할을 하여 조언을 제공했다. 그러나 공회의가 열리는 동안 교회 내부에서 여러 가지 문제들이 다뤄졌으며, 이들 중 일부는 갈등을 일으켰거나 미래에 새로운 문제를 일으킬 가능성이 있었다.
아리오스주의의 주요 문제는 알렉산드리아와 안티오키아의 지역 시노드에서 다루어졌기 때문에, 니케아 공의회의 교회규범에서는 아리오스 논쟁에 대한 언급은 없었다. 대신, 공의회는 콜루티아인과 멜리티오스파의 분열, 노바티아누스파, 그리고 더 넓은 범주의 문제들, 특히 참회 문제에서는 엄격한 기준을 도입했으며, 부활절에 대해서는 참석자들 간에 공동 합의를 이루었다. 또한 교회의 행정 조직을 세계적인 수준으로 체계화하기 위해 대주교 제도가 도입되었다. 그러나 공회의에서 가장 중요한 성과는 니케아 신조였다.
그러나 이 회의로 교리 논쟁이 해결된 것은 아니며, 오히려 그 후에 더욱 격화되었다고 할 수 있다. 또한, 이 회의에 있어서 황제의 권력이 교회 내의 문제에 개입하는 악례(惡例)를 남긴 것은 주목할 만하다.

### 아리오스파 논쟁
콘스탄티누스 황제는 신조를 지지하기를 거부하는 사람은 모두 추방될 것이라고 했던 말을 이행했다. 아리오스, 테오나스, 세쿤도스는 신조를 따르기를 거부했고 파문되어 일리리아로 추방당했다. 아리오스의 글들은 압수되어 분서되었으며, 아리오스의 신봉자들은 "그리스도교의 적"으로 여겨지게 되었다. 그럼에도 불구하고 제국 곳곳에서는 논쟁이 계속되었다.
328년, 아리오스의 동문이며 강력한 옹호자로서 경질되었던 니코메디아 주교 에브세비오스가 황제의 신임을 받아 복직했다. 니케아의 아리오스파 주교 테오그니스도 복직되었고, 이와 함께 그들을 지지하던 주교들이 복귀했다. 니코메디아의 에브세비오스를 위시한 아리오스의 추종자들은 궁정에서 큰 영향력을 행사해 콘스탄티누스 황제에게 아리오스의 견해가 니케아 신조와 상충되지 않는다며 설득했다. 이로 인해 아리오스는 콘스탄티누스의 서신을 받아 망명지에서 소환되었고, 330년에 콘스탄티누스를 접견하여 신앙 고백서를 제출했다. 일부 기록에는 이 순간에 아리오스가 소매에 자신의 신조를 숨기고 있었고 그가 진실로 회개하지 않았다는 소문이 있었다고 언급한다. 그러한 논란이 이는 와중에 아리오스는 복권되기 하루 전날 갑작스럽게 사망했다. 이듬해 콘스탄티누스 황제는 니코메디아의 아리오스파 주교 에브세비오스로부터 세례를 받은 후 사망했으며, 그의 죽음과 함께 니케아 공의회 이후 벌어진 아리오스 논쟁의 일차적 국면이 마무리되었다.
콘스탄티누스 황제 사후, 두 명의 아리오스파 황제 콘스탄티우스 2세와 발렌스가 황위를 계승했다. 발렌스는 남아 있는 교회 문제를 해결하지 못했고, 니케아 신조을 두고 성 바실리오스와 맞섰지만 실패했다.
멜레티오스파는 아리오스파에 합류하여 그 어느 때보다 큰 분쟁을 일으켰고, 알렉산드리아 주교좌를 계승한 아타나시오스의 최악의 적 중 하나가 되었다. 그들은 곧 자신들이 잃었던 거의 모든 권리를 되찾았으나, 이와 반대로 정통파에게는 역경이 펼쳐졌다. 안티오키아의 대주교 에프스타티오스는 330년에 추방당했고, 아타나시오스는 335년 티레 시노드에서 면직되었으며, 그 뒤를 이어서 336년에 앙키라의 주교 마르켈루스도 축출되었다.
이러한 교회적, 정치적 상황들 속에서 아리오스주의가 4세기 내내 계속 확산하면서, 아리오스 논쟁은 당대 교회의 고질적인 주제로 자리매김했다.

## 같이 보기
- 니케아 신경
- 아리우스파
- 아리우스
- 제1차 콘스탄티노폴리스 공의회
- 니케아 기독교

## 참고 자료
- Drake, H. A. (2021), 〈The Elephant in the Room: Constantine at the Council〉,   Kim, Young Richard, 《The Cambridge Companion to the Council of Nicaea》, Cambridge: Cambridge University Press, ISBN 9781108427746
- Gwyn, David M. (2021), 〈Reconstructing the Council of Nicaea〉,   Kim, Young Richard, 《The Cambridge Companion to the Council of Nicaea》, Cambridge: Cambridge University Press, ISBN 9781108427746
- Barnes, Timothy D. (1981), 《Constantine and Eusebius》, Cambridge, MA; London: Harvard University Press, ISBN 0674165306
- Hanson, R. P. C. (1988), 《The Search for the Christian Doctrine of God: The Arian Controversy 318-381》, Edinburgh: T&T Clark, ISBN 0567094855
- Schaff, Philip; Schaff, David Schley (1910), 《History of the Christian Church》 3, New York: C Scribner's Sons
- schaff, 《The Seven Ecumenical Councils》, NPNF2 14
- Vallaud, Dominique (1995), 《Dictionnaire Historique》 (프랑스어), Fayard, ISBN 978-2-2135-9322-7
- Lutz von Padberg (1998), 《Die Christianisierung Europas im Mittelalter》 [The Christianization of Europe in the Middle Ages], P. Reclam, ISBN 978-3-15-017015-1, 2014년 2월 24일에 확인함
- Carroll, Warren (1987), 《The Building of Christendom》, Front Royal: Christendom College Press, ISBN 978-0-931888-24-3, 2014년 2월 24일에 확인함
- Leclercq, Henri (1911), 〈The First Council of Nicaea〉, 《The Catholic Encyclopedia》 11, New York: Robert Appleton Company, 2014년 2월 19일에 확인함

- 간추린 교회사, 세종문화사, p. 64